# 1598 w polityce
Wydarzenia polityczne w 1598 roku.
- 8 maja - arcyksiążę Maksymilian Habsburg zrzeka się w Wiedniu tytułu Króla Polski, realizując pod naciskiem cesarza Rudolfa Habsburga postanowienia traktatu bytomsko-będzińskiego z  roku 1589[1].

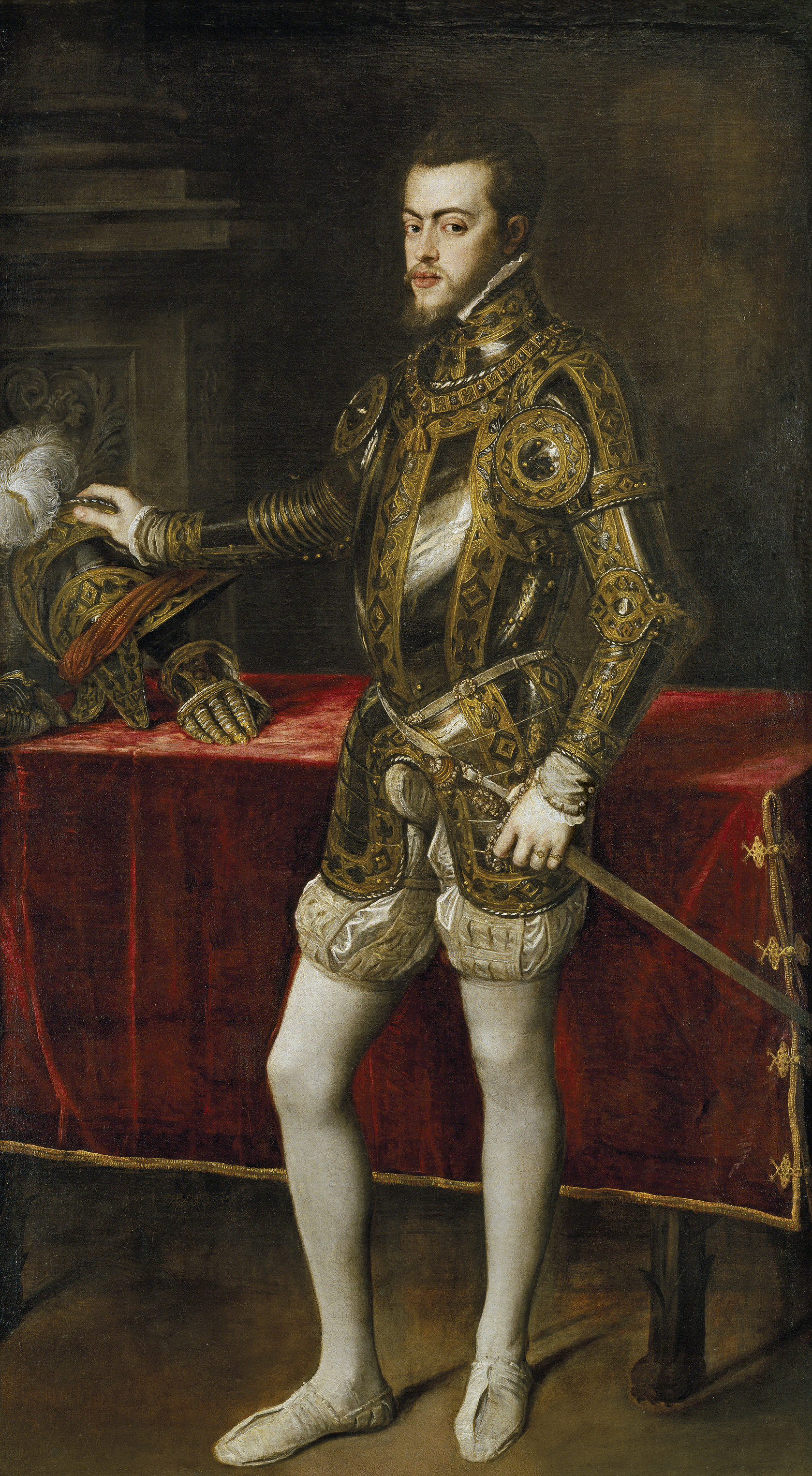
Filip II Habsburg

## Zmarli
- 13 września Filip II Habsburg, król Hiszpanii i Portugalii[2].